# ألين كاتلر
ألين كاتلر هو محامي وسياسي أمريكي، ولد في 29 يوليو 1946 في بانجور في الولايات المتحدة. نشط حزبياً في مستقل.